# Classica di San Sebastián 1986
La Classica di San Sebastián 1986, sesta edizione della corsa, si svolse il 13 agosto 1986, per un percorso totale di 244 km. Fu vinta dallo spagnolo Iñaki Gastón, al traguardo con il tempo di 5h53'43" alla media di 41,030 km/h.

## Ordine d'arrivo (Top 10)
| Pos. | Corridore              | Squadra        | Tempo    |
| ---- | ---------------------- | -------------- | -------- |
| 1    | Iñaki Gastón           | KAS            | 5h53'43" |
| 2    | Marino Lejarreta       | Seat-Orbea     | s.t.     |
| 3    | Juan Fernández Martín  | Zor-BH         | a 43"    |
| 4    | Federico Etxabe        | Teka           | s.t.     |
| 5    | Vicente Belda          | Kelme          | a 3'59"  |
| 6    | Acácio da Silva        | KAS            | s.t.     |
| 7    | Ludo Peeters           | Kwantum Hallen | s.t.     |
| 8    | Carlos Hernández Bailo | Reynolds       | s.t.     |
| 9    | Jokin Mújika           | Seat-Orbea     | s.t.     |
| 10   | Anselmo Fuerte         | Zor-BH         | s.t.     |